# محيب (بني مطر)

تعديل مصدري - تعديل

محيب هي إحدى قرى عزلة بني الراعى بمديرية بني مطر التابعة لمحافظة صنعاء، بلغ تعداد سكانها 266 نسمة حسب تعداد اليمن لعام 2004.